# Carlo DeRosa
Carlo DeRosa (27 oktober 1970) is een Amerikaanse jazzcontrabassist, -componist en orkestleider.

## Biografie
DeRosa is afkomstig uit New Paltz (New York), kwam in 1993 naar New York en heeft sindsdien samengewerkt met muzikanten als Ray Barretto, Ravi Coltrane, William Cepeda, Bruce Barth, Ed Thigpen, Nick Brignola, Mickey Roker, Steve Turre, Miguel Zenón, Hilton Ruiz, Ralph Alessi en Jason Moran. Hij werkte ook mee aan opnamen van o.a. Amir ElSaffar (Two Rivers; Pi Recordings, 2007 en Inana, 2011), Rudresh Mahanthappa (Kinsmen, 2008). In de jaren 2000 werkte hij met zijn band Cross Fade, waartoe Mark Shim (saxofoon), Justin Brown (drums) en pianist Vijay Iyer behoorden. In 2011 bracht hij het album Brain Dance uit bij Cuneiform Records.
- Gemeinsame Normdatei: 1115844113
- Library of Congress Control Number: no2009033157
- MusicBrainz: 9347b948-baf0-4512-b482-8dfeef2fc679
- Virtual International Authority File: 83557214
- WorldCat: E39PBJyRtmD7BtwCQBc8YqPYT3